# 莫伦加巴
莫伦加巴是巴西圣保罗州的一个市镇。总面积146.496平方公里，总人口12007人，人口密度82人/平方公里。